# Swist
Die Swist ist ein Fluss von 43,6 Kilometern Länge im Rheinland. Sie entspringt am Nordrand der Eifel bei Kalenborn (bei Altenahr) und mündet zwischen Weilerswist und Bliesheim von rechts und Südosten in den Rhein-Zufluss Erft. Vereinzelt wird die Swist auch Swistbach genannt.

## Geographie

### Verlauf

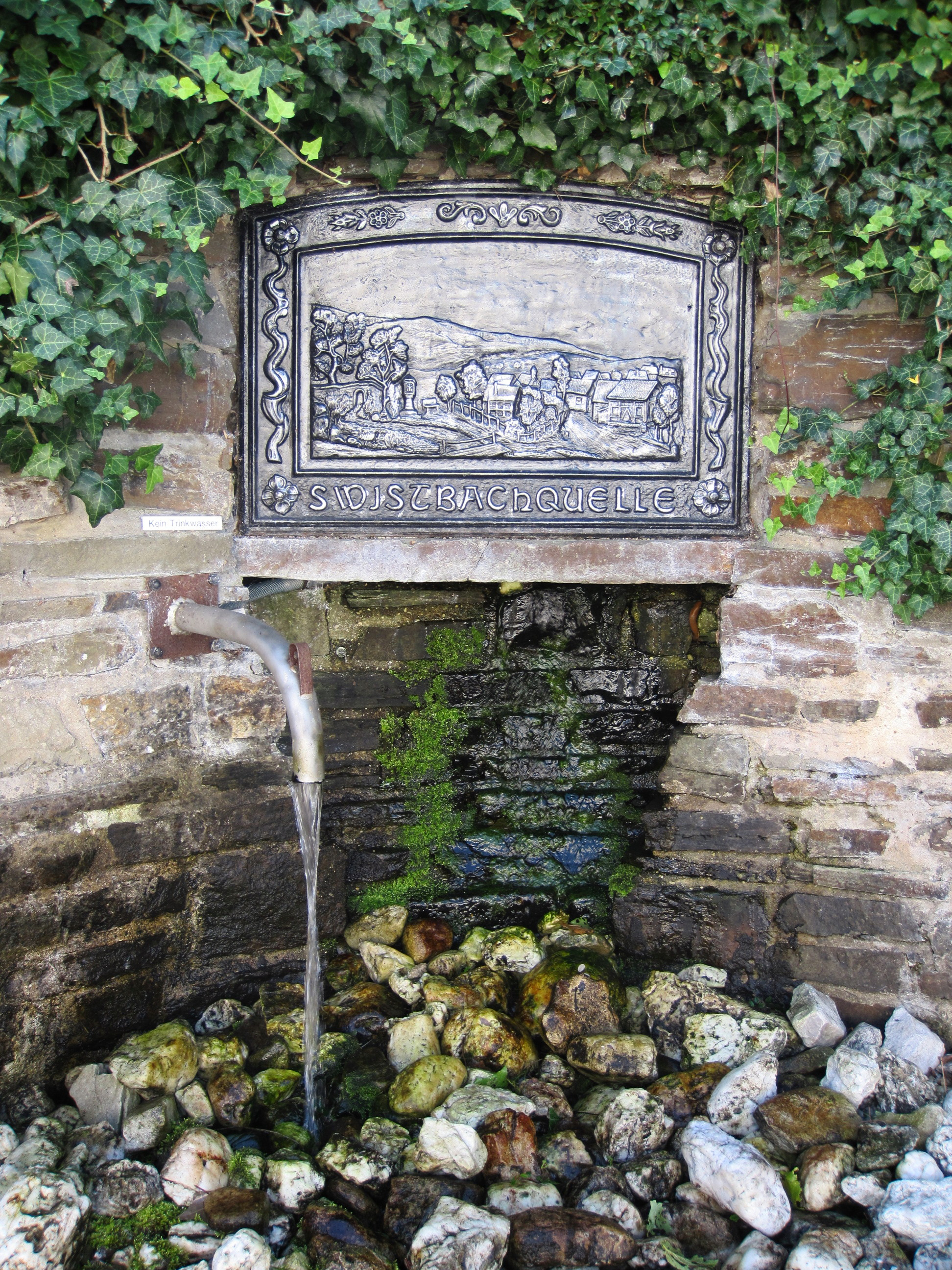
„Swistbachquelle“ in Kalenborn

Die Quelle liegt auf 330 m ü. NHN im nördlichen Teil der Eifel im Ahrgebirge, nördlich des Dorfes Kalenborn in der Verbandsgemeinde Altenahr im Landkreis Ahrweiler.
Die Swist fließt bei einem mittleren Gefälle von 5 ‰ zunächst bis Vettelhoven (Grafschaft) in Richtung Nordosten und verläuft dann mit lediglich 1,3 ‰ Gefälle durch die Voreifel. Sie fließt weiter entlang des Westhangs der Ville in der Bördelandschaft der Rheinbacher Lößplatte durch Meckenheim, Flerzheim, Morenhoven, Heimerzheim und Metternich. Der Gemeinde Swisttal und dem Ort Weilerswist gab das Flüsschen seinen Namen.
Auf 106 m ü. NN mündet die Swist zwischen Weilerswist und Bliesheim von rechts in die Erft.
Der 43,7 km lange Lauf der Swist endet ungefähr 224 Höhenmeter unterhalb ihrer Quelle, sie hat somit ein mittleres Sohlgefälle von etwa 5,1 ‰.

### Einzugsgebiet
Das Einzugsgebiet liegt zwischen dem des Rheins bei Bonn bzw. dessen kleineren Zuläufen wie Hardtbach oder Alfterer Bornheimer Bach im Nordosten und dem der aufnehmenden Erft um Euskirchen dicht im Westen und keilt schon recht bald nordnordwestlich aus. Es ist ländlich geprägt und umfasst in der offenen Flur überwiegend Ackerflächen. Um die Oberläufe des Flüsschens und seiner vor allem linken bedeutsamen Zuläufe gibt es neben Wiesen und Weiden vor allem einen großen geschlossenen Anteil an Wald. Zum größeren Teil gehört das Einzugsgebiet zu Nordrhein-Westfalen, im Quellgebiet auch zu Rheinland-Pfalz.

### Zuflüsse
Wichtigster Zufluss der Swist ist der Jungbach, der bei Stationierungskilometer 15,7 von links in die Swist mündet. Er entsteht in Schweinheim aus dem Zusammenfluss von linkem Steinbach und rechtem Sürstbach und heißt bis zum letzten Dorf Miel am Lauf zunächst Orbach oder auch Ohrbach. Mit einem 48,227 km² großen Einzugsgebiet trägt der 20,5< km lange Bach etwa ein Sechstel zu dem der Swist bei.
| Stat. in km | Name                     | GKZ      | Lage   | Länge in km | EZG in km² | MQ in l/s | Mündung Koordinaten | Mündungshöhe in m ü. NHN | Bemerkungen                |
| ----------- | ------------------------ | -------- | ------ | ----------- | ---------- | --------- | ------------------- | ------------------------ | -------------------------- |
| 042,90      | Kalenborner Bach         | 2742-112 | rechts | 000,5540    | 0001,0180  |           | ⊙ Kalenborn         | 30600000                 | auch Swistbach             |
| 042,40      | Buchenwaldbach           | 2742-114 | links0 | 001,0380    | 0001,0540  |           | ⊙ Kalenborn         | 29600000                 | [ Z 4 ]                    |
| 039,20      | Nonnenbach               | 2742-12  | rechts | 002,2290    | 0001,9440  |           | ⊙ Esch              | 25400000                 | [ Z 4 ]                    |
| 038,10      | Bach von Alteheck        | 2742-132 | rechts | 001,4530    | 0001,2620  |           | ⊙ Esch              | 24300000                 | auch Hahnenbach            |
| 035,30      | N. N.                    | 2742-134 | links0 | 001,0820    |            |           | ⊙ Vettelhoven       | 22500000                 |                            |
| 032,70      | Bachelsgraben            | 2742-136 | links0 | 001,6620    |            |           | ⊙ Eckendorf         | 21900000                 |                            |
| 031,90      | N. N.                    | 2742-138 | rechts | 001,4410    |            |           | ⊙ Eckendorf         | 21200000                 |                            |
| 029,70      | Essigbach                | 2742-14  | links0 | 005,9310    | 0007,6290  |           | ⊙ Adendorf          | 18200000                 | auch Essigsbach            |
| 029,30      | Mühlengraben             | 2742-16  | rechts | 001,4450    | 0004,4050  |           | ⊙ Adendorf          | 17800000                 | auch Spießgraben           |
| 028,60      | Altendorfer Bach         | 2742-2   | links0 | 010,0420    | 0011,5340  | 0055,590  | ⊙ Meckenheim        | 17600000                 |                            |
| 027,20      | Ersdorfer Bach           | 2742-32  | links0 | 007,4750    | 0005,2670  | 0023,290  | ⊙ Meckenheim        | 17000000                 |                            |
| 024,70      | Morsbach                 | 2742-34  | links0 | 006,7240    | 0012,3420  | 0050,340  | ⊙ Meckenheim        | 16100000                 | auch Wormersdorfer Bach    |
| 022,70      | Mühlenbach               | 2742-392 | rechts | 003,1340    | 0006,4790  | 0011,680  | ⊙ Flerzheim         | 15500000                 |                            |
| 019,10      | Mühlengraben             | 2742-394 | rechts | 002,1490    | 0001,7900  | 0003,860  | ⊙ Morenhoven        | 14600000                 |                            |
| 019,10      | Eulenbach                | 2742-4   | links0 | 012,2970    | 0023,0590  | 0043,660  | ⊙ Morenhoven        | 14600000                 |                            |
| 017,60      | Wallbach                 | 2742-52  | links0 | 008,9220    | 0022,6000  | 0057,940  | ⊙ Morenhoven        | 14300000                 |                            |
| 015,70      | Steinbach                | 2742-6   | links0 | 020,5360    | 0048,2270  | 0145,240  | ⊙ Lützermiel        | 14000000                 | auch Ohrbach oder Jungbach |
| 013,50      | Buschbach                | 2742-74  | rechts | 008,2140    | 0021,9650  | 0024,560  | ⊙ Dünstekoven       | 13400000                 |                            |
| 012,70      | Schießbach               | 2742-8   | links0 | 013,7020    | 0016,6270  | 0027,820  | ⊙ Heimerzheim       | 13200000                 |                            |
| 012,20      | Uhlshover Graben         | 2742-9?? | rechts | 001,8000    |            |           | ⊙ Heimerzheim       | 13100000                 | [ Z 5 ]                    |
| 012,10      | N. N.                    | 2742-912 | rechts | 001,6300    | 0001,0220  | 0002,300  | ⊙ Heimerzheim       | 13100000                 |                            |
| 011,50      | Kottengrover Graben      | 2742-92  | rechts | 000,7330    | 0000,7360  | 0001,640  | ⊙ Heimerzheim       | 13000000                 |                            |
| 009,70      | Kriegshover Bach         | 2742-94  | rechts | 004,2160    | 0008,0420  | 0019,670  | ⊙ Burg Kriegshoven  | 12700000                 |                            |
| 004,00      | Müggenhausener Fließ     | 2742-96  | links0 | 005,1570    | 0011,8460  | 0011,760  | ⊙ Weilerswist       | 11300000                 |                            |
| 000,70      | Weilerswister Mühlgraben | 2742-992 | links0 | 002,8950    |            |           | ⊙ Gut Kühlseggen    | 10700000                 |                            |
| 000,00      | Swist                    | 2742     |        | 043,7000    | 0289,4080  | 0956,270  | bei Bliesheim       | 10600000                 | mündet in die Erft         |

Anmerkungen zur Tabelle
1. ↑  Gewässerkennzahl, in Deutschland die amtliche Fließgewässerkennziffer mit zur besseren Lesbarkeit eingefügtem Trenner hinter dem Präfix, das einheitlich für den allen gemeinsamen Vorfluter Swist steht.
2. 1 2  Gewässerverzeichnis des Landesamtes für Natur, Umwelt und Verbraucherschutz NRW 2010 (XLS; 4,67 MB)(Hinweise)
3. ↑  Messung anhand Deutscher Grundkarte 1:5000
4. 1 2 3 4  GeoExplorer der Wasserwirtschaftsverwaltung Rheinland-Pfalz (Hinweise)
5. ↑  Verlauf bei OSM, da keine GKZ und weder bei TIM noch bei ELWAS auffindbar.
6. ↑  Die Daten der Swist zum Vergleich

## Flussgeschichte
Ursprünglich verlief die Ahr im heutigen Laufbett der Swist. Nachdem durch die Hebung des Ahrgebirges der Lauf nach Norden versperrt war, suchte sich die Ahr aber ihr Bett in direkter Verbindung zum Rhein.
Stellenweise findet sich der Hinweis auf die Swist als längstem Bachlauf Europas. Dies ist vermutlich auf den ursprünglich sehr stark mäandrierenden Verlauf im Bereich des geringen Gefälles zwischen Vettelhoven und der Mündung zurückzuführen. Seit den Begradigungen der Swist zu Anfang des 20. Jahrhunderts und spätestens seit der Kanalisierung der 1960er Jahre dürfte diese Information überholt sein.

## Wasserführung und Hochwasser
Der Wasserstand der Swist schwankt sehr stark. Der Abfluss kann zwischen unter 0,1 und über 50 m³/s an der Mündung betragen. So ereignete sich 1961 ein großes Hochwasser der Swist. Dabei wurden zahlreiche Orte überflutet, manche Häuser waren nur mit Booten erreichbar. Besonders schwer betroffen waren Flerzheim und vor allem Heimerzheim. Aufgrund des Hochwassers wurde in den folgenden Jahren der natürliche Lauf der Swist durch den Erftverband wesentlich verändert. Über weite Strecken wurde ein sog. Trapezprofil angelegt und der Bach eingefasst. Dadurch stieg die Fließgeschwindigkeit deutlich an; mehrere Überflutungsflächen wie der ehemalige „Swistknick“ bei Dünstekoven fielen weg. Im Zuge der Arbeiten wurden entlang der Swist zahlreiche Wirtschaftswege angelegt, die von Spaziergängern und Radfahrern genutzt werden können.
1984 kam es trotz – oder gerade wegen – der Kanalisierung erneut zu einem ähnlich schweren Hochwasser wie 1961. Auch 2009 führte die Swist erneut starkes Hochwasser, es kam jedoch nur vereinzelt zu Überschwemmungen.
In der Nacht zum 15. Juli 2021 kam es nach starken Regenfällen zu schwerem Hochwasser. Dabei wurden dutzende Häuser vorerst unbewohnbar oder teils zerstört.
Als besonders problematisch erwiesen sich die hohe Fließgeschwindigkeit und die fehlenden Überflutungsflächen. Positiv hinsichtlich des Hochwasserschutzes kann sich jedoch die Steinbachtalsperre auswirken. Die Talsperre wurde zwar nicht zum Zweck des Hochwasserschutzes genehmigt und gebaut, jedoch entsteht aufgrund der Speicherfähigkeit des Gewässers eine zeitliche Verzögerung des Ablaufs des Steinbaches. Dieser positive Effekt hält an, bis die maximale Einstauhöhe erreicht ist und jeder weitere Zufluss in die Talsperre über die Hochwasserentlastung (Überfall) wieder abfließt.
In niederschlagsarmen Zeiten hingegen fallen viele Zuflüsse der Swist trocken. Dies ist unter anderem auf die Grundwasserabsenkung infolge der Sümpfungsmaßnahmen für die Braunkohletagebaue zurückzuführen.

## Renaturierung

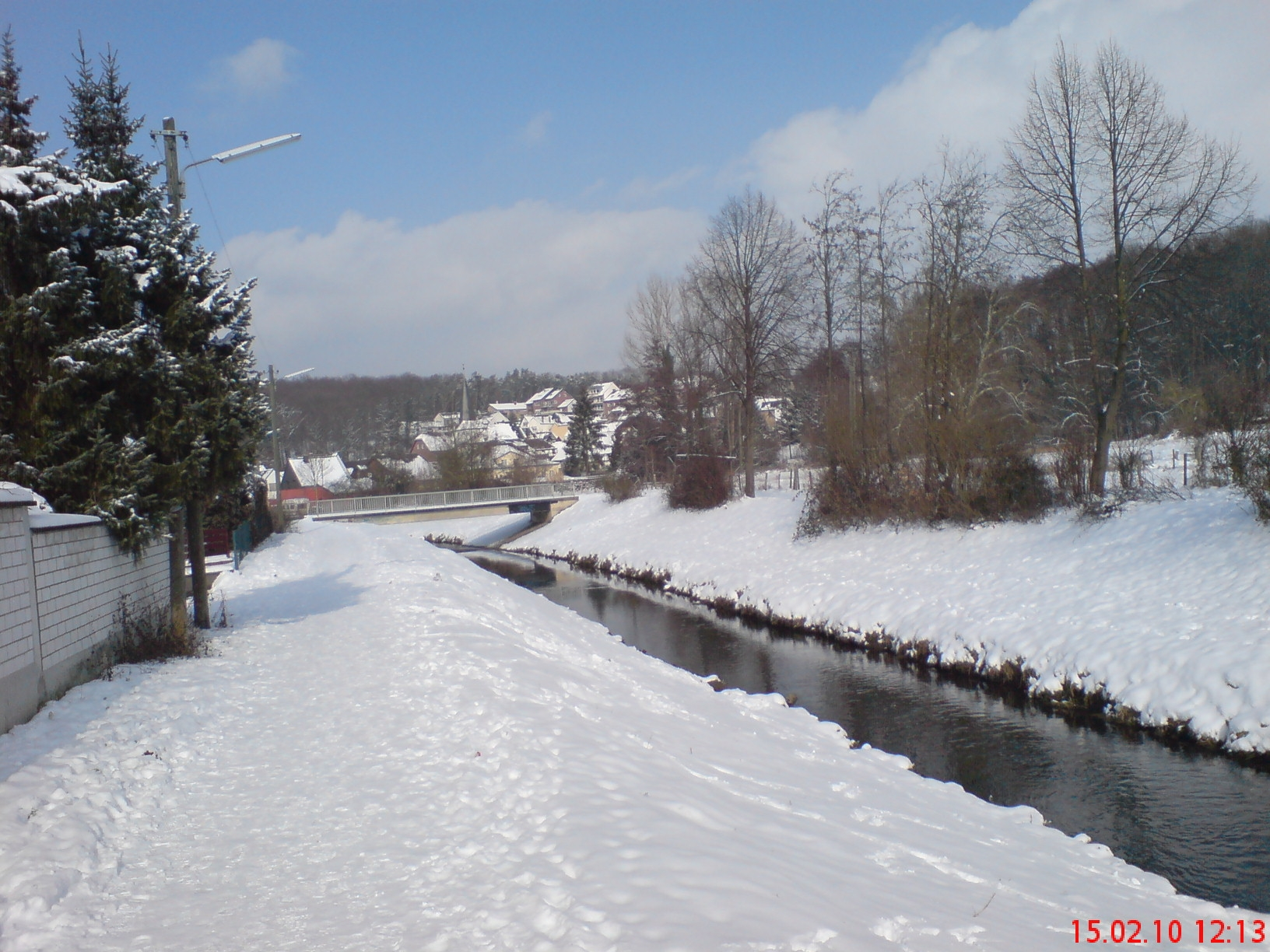
Swist in Metternich

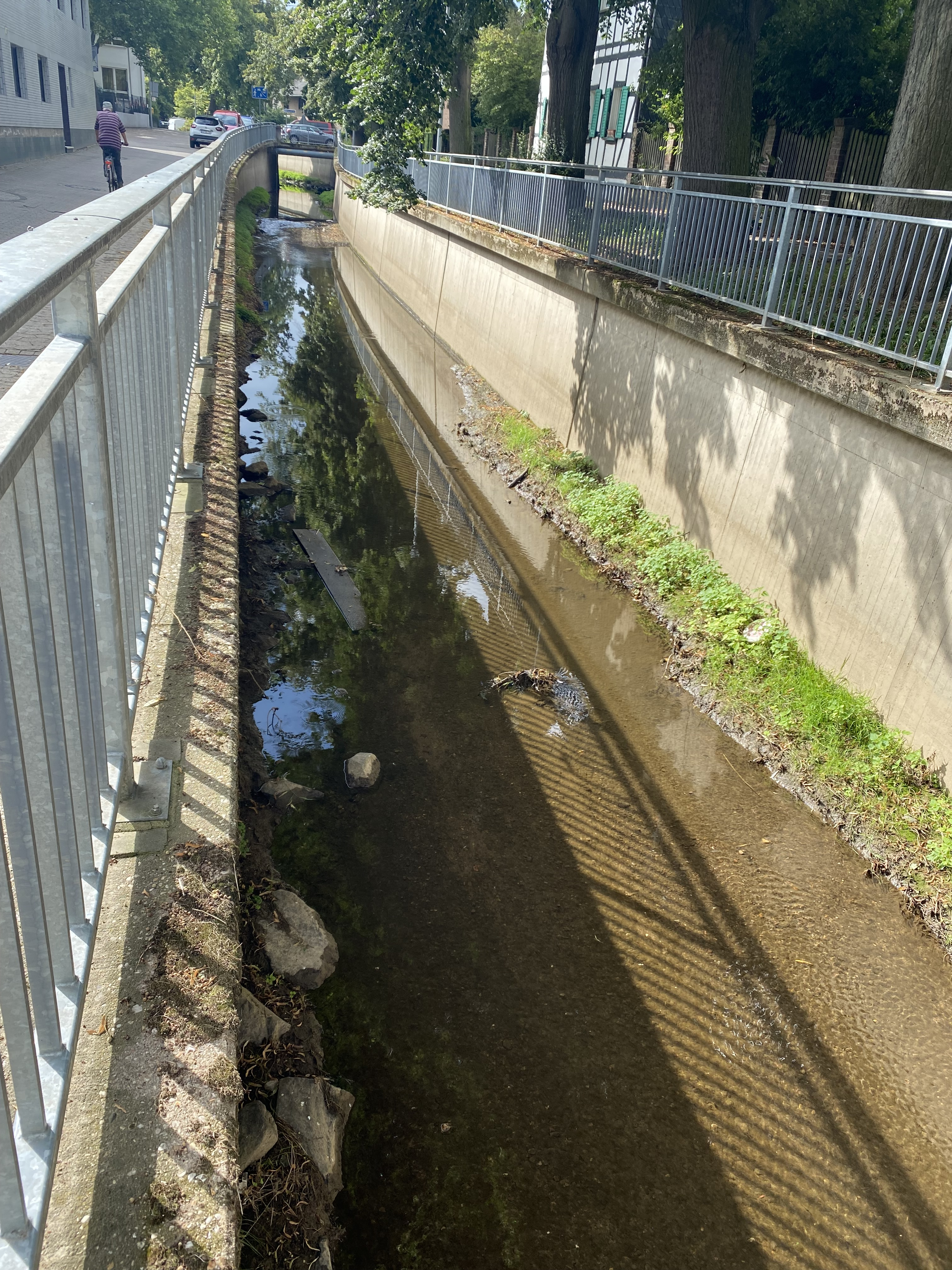
Swist in Flerzheim (2021)

Bereits seit den 1990er Jahren wird angestrebt, die Swist wieder natürlicher zu gestalten und die Gewässerqualität zu erhöhen. Nach einigen Vorarbeiten seit 2003 soll der Hauptteil der Maßnahmen zwischen 2013 und 2027 verwirklicht werden. So werden beispielsweise bei Miel wieder Hochwasserausgleichsflächen, sog. Retentionsräume, angelegt und es soll die steinerne Einfassung des Flüsschens auf weiten Strecken rückgebaut werden.

## Historische Brücken

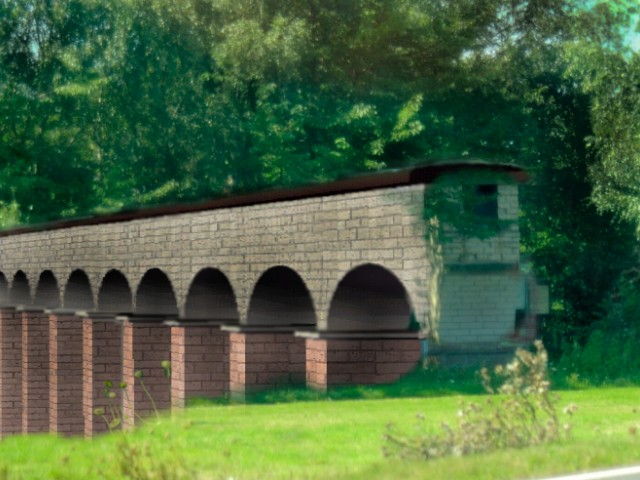
Virtuelle Simulation der ehemaligen Bogenbrücke der römischen Wasserleitung in der Swistbachaue
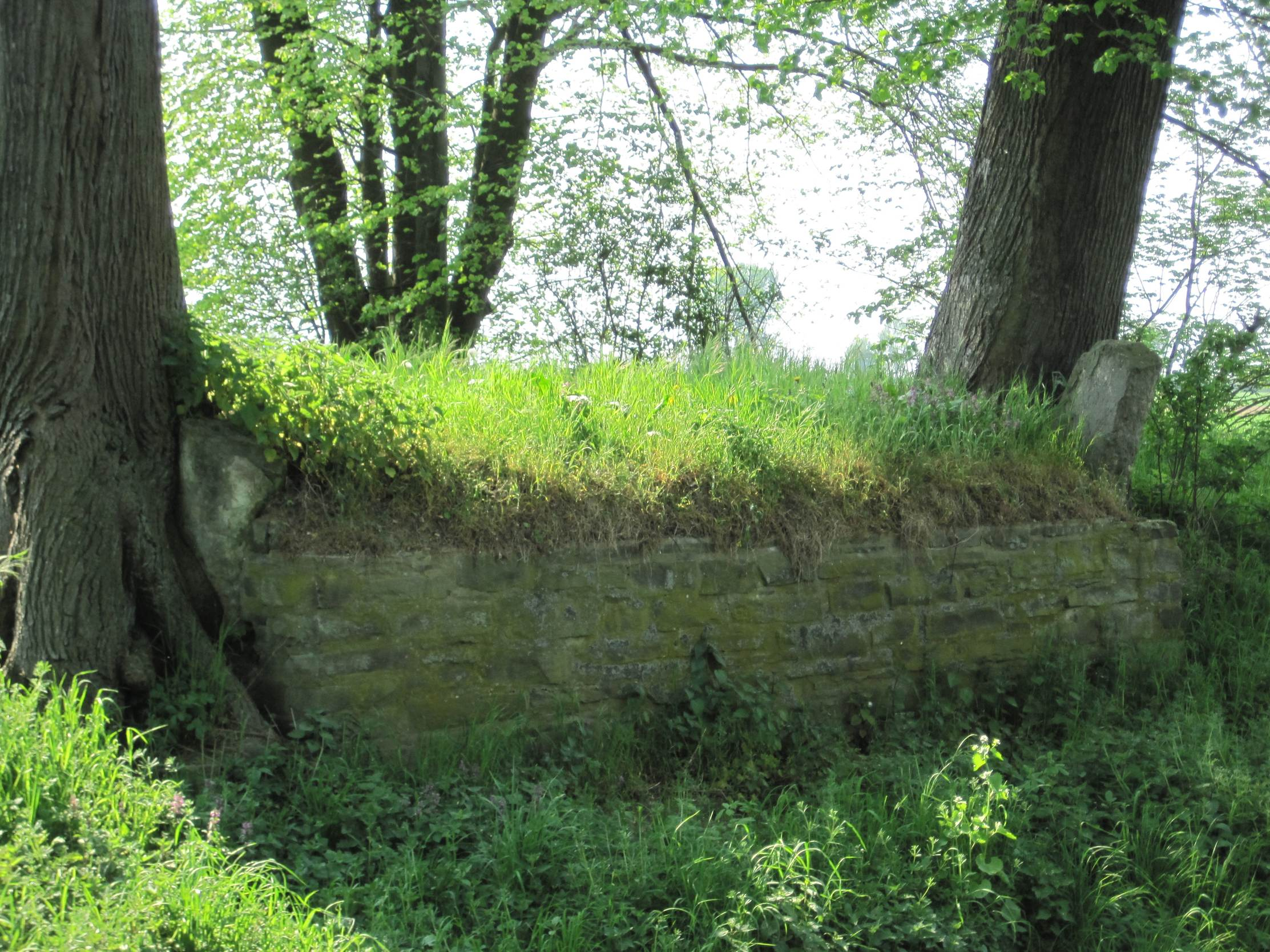
Reste einer preußischen Brücke über die Swist bei Miel
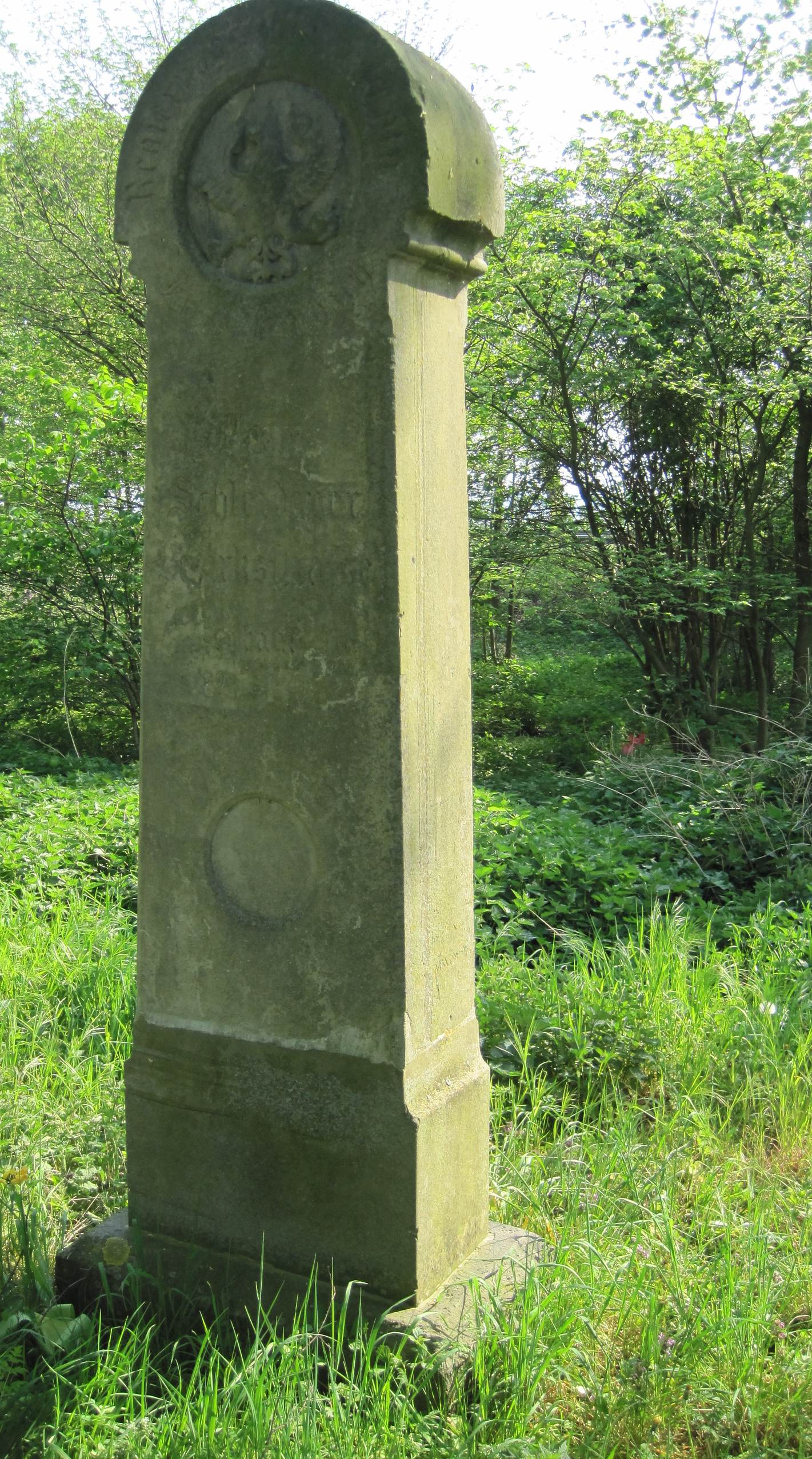
Preußischer Meilenstein am alten Brückenkopf bei Miel.

Die Römische Wasserleitung nach Köln überquerte das Tal der Swist zwischen Meckenheim und Rheinbach mit einer Bogenbrücke von 1400 Metern Länge und bis zu 10 Metern Höhe. Die Archäologen gehen davon aus, dass die Brücke einmal 295 Bögen mit einer lichten Weite von 3,56 m gehabt haben muss. Von dem Bauwerk ist, abgesehen von einem niedrigen Streifen aus Schutt, nichts mehr erhalten.
In Lützermiel sind die Fundamente einer historischen Brücke erhalten, auf der die Bezirksstraße Bonn-Schleiden von 1823 die Swist überquerte; wie eine archäologische Untersuchung von 1998 ergab, kreuzte hier schon in römischer Zeit eine römische Straße die Swist.